# 斯坦尼斯拉夫·弗尔切克
斯坦尼斯拉夫·弗尔切克（1976年2月26日弗拉希姆），捷克足球运动员，现效力于比利时足球甲级联赛安德莱赫特足球俱乐部。